# Канавати, Нагиб
Нагиб Канавати (Naguib Kanawati, род. 27 мая 1941 года, Александрия) — египетско-австралийский египтолог, специалист по Древнему царству. Доктор философии (1975), заслуженный профессор Университета Маккуори и директор основанного им же при университете Австралийского центра египтологии, член Австралийской академии гуманитарных наук (англ., 1997). Его называют ведущим египтологом Австралии, имеющим всемирное признание.

## Биография
Окончил Александрийский университет со степенями бакалавра искусств (BA) по истории и археологии и магистра искусств (MA) по египтологии. Степень доктора философии (PhD) по египтологии получил в Университете Маккуори в 1975 году. Преподавал в Оклендском университете. С 1980 года преподаёт в Университете Маккуори — первоначально лектор, с 1990 года занял персональную кафедру египтологии, первый в университете профессор египтологии. В 1981 году основатель Rundle-фонда египетской археологии, а в 1989 году — Австралийского центра египтологии, и поныне его директор.
Ныне профессор египтологии департамента древней истории Университета Маккуори, с 2010 года — выдающийся (distinguished) профессор университета, директор исследовательского центра древних культур (Ancient Cultures Research Centre). Член Австралийской академии гуманитарных наук (1997) и Королевского общества Нового Южного Уэльса (2015).
С 1979 года проводит археологические полевые исследования в Верхнем Египте. Среди его видных открытий называют обнаружение им в 2005 году южнее Каира трёх 2600-летних мумий.
В 2010 году был представлен посвящённый ему двухтомный festschrift под названием «Египетская культура и общество: штудии в честь Нагиба Канавати» («Egyptian Culture and Society: Studies in Honour of Naguib Kanawati»).
Награждён медалью Столетия в 2003 году, а в 2007 году — орденом Австралии (AM).
Автор многих работ, в том числе 55 монографий.